# Ґосцинець (Ліпський повіт)
Ґосцинець (пол. Gościniec) — село в Польщі, у гміні Жечнюв Ліпського повіту Мазовецького воєводства.
У 1975-1998 роках село належало до Радомського воєводства.